# Sergueï Naroubine
Sergueï Vladimirovitch Naroubine (en russe : Серге́й Владимирович Нарубин), né le 5 décembre 1981 à Moscou, est un footballeur russe. Il évolue au poste de gardien de but.

## Biographie
Il commence sa carrière au Saturn Ramenskoïe (2000), puis joue en faveur du FC Meteor Joukovski (2001), du FC Fabus Bronnitsy (2002), du FC Dynamo de Briansk (2003-2004), de l'Alania Vladikavkaz (2005), et du Dinamo Briansk (2006).
Il joue ensuite avec l'Amkar Perm (2007-2014). Avec cette équipe, il dispute plus de 100 matchs en première division russe. Il joue également deux matchs en Ligue Europa.
Le 21 mai 2011, lors d'un match de première Ligue russe, il est grièvement blessé lors d'un choc avec Kornel Saláta, joueur du FK Rostov. Il doit subir une splénectomie (ablation de la rate).